# Repejov
Repejov és un poble i municipi d'Eslovàquia. Es troba a la regió de Prešov, al nord del país. El 2022 tenia 104 habitants.
La primera referència escrita de la vila data del 1454.

## Demografia
| Godina             | 1994 | 2004    | 2014    | 2024    |
| ------------------ | ---- | ------- | ------- | ------- |
| Nombre de persones | 211  | 162     | 137     | 101     |
| Diferència         |      | −23,22% | −15,43% | −26,27% |

| Godina             | 2023 | 2024   |
| ------------------ | ---- | ------ |
| Nombre de persones | 103  | 101    |
| Diferència         |      | −1,94% |